# ألكساندرو بوبوفيتش
ألكساندرو بوبوفيتش (من مواليد 9 أبريل 1977) هو لاعب كرة قدم مولدوفي محترف يلعب كمهاجم لنادي أوليمب كومرات المولدوفي بالدوري الإسباني.
بين عامي 1996 و2005، لعب بوبوفيتشي مع منتخب مولدوفا 21 مباراة، وسجل ثلاثة أهداف.

## إحصائيات المهنة
قائمة الأهداف والنتائج أول أهداف مولدوفا.
| لا | تاريخ         | مكان                              | الخصم    | نتيجة | نتيجة | مسابقة             |
| -- | ------------- | --------------------------------- | -------- | ----- | ----- | ------------------ |
| 1. | 9 أبريل 1996  | الملعب الجمهوري، كيشيناو، مولدوفا | أوكرانيا | 2 –2  | 2–2   | مباراة ودية        |
| 2. | 2 فبراير 2000 | ملعب أموشوستوس، لارنكا، قبرص      | أرمينيا  | 1 –1  | 1-2   | بطولة قبرص الدولية |
| 3. | 6 فبراير 2000 | ملعب جي إس زد، لارنكا، قبرص       | سلوفاكيا | 2 –0  | 2-0   | بطولة قبرص الدولية |

## الأوسمة
تيليجول تيراسبول
- كأس مولدوفا : 1994، 1995

إم إس في دويسبورغ
- المركز الثاني في كأس ألمانيا : 1997–98

نادي تيراسبول لكرة القدم
- كأس مولدوفا : 2012–13

## روابط خارجية
- Alexandru Popovici على فرق كرة القدم الوطنية.كوم
- Alexander Popovici – سجل منافسات الفيفا
- Alexander Popowitsch على بيانات كرة القدم. دي إي (بالألمانية)
- Alexandru Popovici في موقع كرة القدم العالمية.نت
- Alexandru Popovici  على سكروي